# Nanny Wermuth
Nanny Wermuth (* 4. Dezember 1943) ist eine deutsche mathematische Statistikerin.

## Leben
Wermuth studierte zunächst Volkswirtschaftslehre in München mit Abschluss als Diplom-Volkswirtin 1967. Anschließend wurde sie 1972 an der Harvard University bei Arthur Pentland Dempster und David C. Hoaglin in Statistik promoviert (An empirical comparison of regression methods). Die Habilitation erfolgte 1977 in medizinischer Statistik an der Universität Mainz.
Von 1978 bis 2008 war Wermuth Professor in Mainz, von 2003 bis zur Emeritierung 2011 Professorin für Statistik an der Technische Hochschule Chalmers und an der Universität Göteborg. Seit 2012 ist Wermuth assoziierte Professorin in der Medizinischen Psychologie und Medizinischen Soziologie der Universität Mainz.
Wermuth erforscht multivariate statistische Modelle, insbesondere graphische Markov Modelle und deren Anwendung in den Lebens- und Naturwissenschaften.
Wermuth ist gewähltes Mitglied des International Statistical Institute (1982), der Deutschen Akademie der Naturforscher Leopoldina (2002), Fellow der American Statistical Association (1989) und des Institute of Mathematical Statistics (2001). Sie war außerdem 2000–2001 Präsidentin der International Biometric Society und 2008–2009  Präsidentin des Institute of Mathematical Statistics.

## Auszeichnungen
- Fulbright Scholar, Princeton University, 1984–1985
- Max-Planck-Forschungspreis 1992 gemeinsam mit David R. Cox
- Senior Scientist Research Award 2011–2012 der Internationalen Agentur für Krebsforschung
- DAGStat-Mediaille 2013 der Deutschen Arbeitsgemeinschaft Statistik
- Medallion Lecture 2016 des Institute of Mathematical Statistics

## Veröffentlichungen (Auswahl)
- mit Steffen Lauritzen: Graphical models for associations between variables, some of which are qualitative and some quantitative. Ann. Stat. 17, No. 1, 31–57 (1989).
- mit David R. Cox: Multivariate dependencies: models, analysis and interpretation. Monographs on Statistics and Applied Probability. 67. London: Chapman and Hall (1996).